# 呉文子
呉 文子（オ・ムンジャ、朝: 오문자, 1937年（昭和12年） - ）は、在日朝鮮人のエッセイスト。在日女性文学誌『地に舟をこげ』編集委員。

## 経歴
岡山市に在日朝鮮人二世として生まれる。山陽女子高等学校（現、山陽学園高等学校、岡山県）卒業。東洋音楽短期大学（現、東京音楽大学）卒業。1991年（平成3年）、同人誌『鳳仙花』を創刊。2005年（平成17年）の20号まで同誌代表。1994年（平成6年）から1996年（平成8年）まで、調布市女性問題広報紙「新しい風」編集委員。1998年（平成10年）から1999年（平成11年）まで、調布市「町づくり市民会議」諮問委員。

### 著書
- 呉文子『パンソリに想い秘めるとき　ある在日家族のあゆみ』学生社、2007年11月。ISBN 978-4-311-60140-8。

### 編著
- 呉文子ほか編集委員編著『地に舟をこげ　在日女性文学』 Vol.1創刊号、在日女性文芸協会、2006年11月。ISBN 978-4-7845-0184-7。
- 呉文子ほか編集委員編著『地に舟をこげ　在日女性文学』 Vol.2、在日女性文芸協会、2007年11月。ISBN 978-4-7845-0185-4。
- 呉文子ほか編集委員編著『地に舟をこげ　在日女性文学』 Vol.3、在日女性文芸協会、2008年11月。ISBN 978-4-7845-0189-2。
- 李美子ほか編集委員編著『地に舟をこげ　在日女性文学』 Vol.4、在日女性文芸協会、2009年11月。ISBN 978-4-7845-0192-2。
- 李美子ほか編集委員編著『地に舟をこげ　在日女性文学』 Vol.5、在日女性文芸協会、2010年11月。ISBN 978-4-7845-0195-3。
- 李美子ほか編集委員編著『地に舟をこげ　在日女性文学』 Vol.6、在日女性文芸協会、2011年11月。ISBN 978-4-7845-0196-0。